# Zef Zorba
Zef Zorba, född 1920, död 1993, var en albansk författare. Hans har uppmärksammats först efter sin död. 
Zorba föddes i Kotor i Montenegro i en albansk familj. Han studerade i Shkodra och från 1941 på universitetet i Padua. Andra världskrigets händelseförlopp tvingade honom att avbryta studierna 1943 och återvända till Albanien.
Efter kriget var han chef för kulturhuset i Shkodra och satte upp pjäser som upplevdes som ett hot mot den nya kommunistiska regimen, som Henrik Ibsens En folkefiende. Möjligen var det därför han arresterades 1946 och åtalades för "agitation och propaganda". Zorba satt i olika slags fångläger till 1951 då han frigavs. Han höll därefter en låg profil och arbetade på en undanskymd post Shkodërdistriktets administration till sin pensionering 1980. Han har skrivit dikter, pjäser och mycket mer men inget publicerades före hans död. 1994 publicerades samlingen Buzë të ngrira në gaz (Läppar frusna i glädje), vilken rönt uppskattning.